# Antonio Maya Copete
Antonio Heráclito Maya Copete (Quibdó, 22 de noviembre de 1939-Bogotá, 5 de agosto de 1997) fue un abogado y político colombiano, que, entre otros cargos, fue Gobernador de Chocó.

## Biografía
Nació en Quibdó en noviembre de 1939, hijo de Antonio Maya González y Milisa Copete. Fueron sus hermanos Yocasta, Edelmira, Ángela, Liliam, Gilma y Rafael Antonio Maya. Estudió Derecho en la Sede Principal de la Universidad Libre, graduándose en 1963.
Afiliado al Partido Liberal, comenzó su carrera política como Concejal de Quibdó, ciudad de la cual después fue Alcalde. De allí pasó a ser diputado la Asamblea Departamental de Chocó en los períodos 1970-1972 y 1972-1974, para ser Representante a la Cámara por Chocó en la legislatura 1974-1978 y Senador en las legislaturas 1982-1986 y 1986-1990. En la Cámara Alta fue miembro y presidente de la Comisión de Asuntos Laborales.
También fue Juez de la República, Secretario de Hacienda y Secretario de Gobierno de Chocó. Fue elegido como el primer gobernador por voto popular de Chocó para el período 1992-1994, con el apoyo de la “Coalición Amplia de Salvación Regional”, conformada por Fuerza Democrática Cordobista, el Movimiento Liberal Popular y dos facciones del Partido Conservador.
Como uno de los caciques políticos que se disputó el poder en Chocó tras la muerte de Diego Luis Córdoba en 1964, fue reconocido por sus polémicas como el uso inadecuado de auxilios cuando era congresista entre 1989 y 1990 o por designar sin los requisitos legales pertinentes al director del hospital local, Mario Díaz García, durante su administración como Gobernador.
Fue asesinado el 4 de agosto de 1997 en su oficina en Bogotá, donde trabajaba como abogado, por dos sicarios que irrumpieron en su sitio de trabajo. En 2001, cinco personas capturadas por el magnicidio fueron condenadas a penas de 47 y 23 años de prisión.